# Moruadh
Moruadh – nimfa w mitologii irlandzkiej, bardzo piękna i kochliwa. Wciąga swych kochanków w morskie głębiny podczas miłosnych uniesień. Od śmiertelniczek odróżnia ją tylko wyraźne płaskostopie i cieniutka, ledwo dostrzegalna, przeźroczysta błona między palcami. 